# André Hazes
Andreas Gerardus Hazes (Ámsterdam, 30 de junio de 1951 - 23 de septiembre de 2004) fue un cantante neerlandés que fue popular desde el fin de los años 1970 con su versión moderna de la canción de la vida.
Sus mayores éxitos fueron Eenzame kerst (1976), De Vlieger (1977), 'n Beetje verliefd (1981), Wij houden van Oranje (1988).
Murió de un ataque cardíaco.
El 27 de septiembre un público de unas 40.000 personas asistieron a un funeral en su honor en el estadio Amsterdam Arena. 5 millones de espectadores vieron el espectáculo en vivo.